# Nea Simões
Néa Simões, nome artístico de Elza Simões dos Santos Mendes (São Paulo, 19 de abril de 1923 – São Paulo, 20 de setembro de 2002), foi uma poetisa e atriz (radioteatro e telenovela) brasileira.
Descendente de portugueses, participou do elenco da primeira telenovela da televisão brasileira, Sua Vida me Pertence, na TV Tupi.
Faleceu em 20 de setembro de 2002, na cidade de São Paulo, em decorrência de uma insuficiência respiratória. Estava a se tratar de um câncer de ovário que estava em metástase. 

## Carreira

### Na televisão
| Ano       | Título                      | Personagem          | Notas                          |
| --------- | --------------------------- | ------------------- | ------------------------------ |
| 1984      | Rabo-de-Saia                | Etelvina            |                                |
| 1977      | Um Sol Maior                | Emerenciana         |                                |
| 1976      | O Julgamento                | Sinhá Botelho       |                                |
| 1976      | Papai Coração               | Ema                 |                                |
| 1972      | O Tempo Não Apaga           | Guida Ribeiro Alves |                                |
| 1971      | Pingo de Gente              | Noêmia Magalhães    |                                |
| 1971      | Os Deuses Estão Mortos      | Dona Celita         |                                |
| 1970      | As Pupilas do Senhor Reitor | Liduína             |                                |
| 1969      | Nino, o Italianinho         | Catarina            |                                |
| 1968      | Antônio Maria               | Catarina            |                                |
| 1968      | Amor sem Deus               | —                   |                                |
| 1967      | Estrelas no Chão            | Odete               |                                |
| 1967      | Paixão Proibida             | Baronesa            |                                |
| 1967      | Encontro com o Passado      | Maria               |                                |
| 1966      | A Inimiga                   | Isaura              |                                |
| 1965      | Teresa                      | Josefina            |                                |
| 1964      | Quem Casa com Maria?        | Nara de Febrero     |                                |
| 1964      | A Gata                      | Isabel              |                                |
| 1964      | Alma Cigana                 | Irmã Teresa         |                                |
| 1963-1964 | Grande Teatro Tupi          | Vários personagens  |                                |
| 1962      | A Estranha Clementine       | —                   |                                |
| 1958      | TV Teatro                   | Vários personagens  |                                |
| 1956      | Uma História de Ballet      | —                   |                                |
| 1955      | Oliver Twist                | —                   |                                |
| 1955-1963 | TV de Vanguarda             | Vários personagens  |                                |
| 1951      | Sua Vida Me Pertence        | —                   | Primeira Telenovela brasileira |

### No cinema
| Ano  | Título                       | Personagem        | Notas          |
| ---- | ---------------------------- | ----------------- | -------------- |
| 2001 | O Tempo dos Objetos          | Senhora           | Curta-metragem |
| 1996 | Um Céu de Estrelas           | Mãe de Dalva      |                |
| 1992 | Pedalar                      | Avó               | Curta-metragem |
| 1989 | Na Trilha dos Assassinos     | —                 |                |
| 1986 | Queremos as Ondas do Ar!     | Narração          | Documentário   |
| 1981 | A Volta de Jerônimo          | Esposa do coronel |                |
| 1980 | A Mulher que inventou o Amor | —                 |                |
| 1976 | Jeca contra o Capeta         | Dionísia          |                |

## Prêmios
| Ano  | Prêmio                              | Indicação                | Trabalho           | Resultado | ref   |
| ---- | ----------------------------------- | ------------------------ | ------------------ | --------- | ----- |
| 1996 | Festival de Cinema de Florianópolis | Melhor Atriz Coadjuvante | Um Céu de Estrelas | Venceu    | [ 3 ] |